# 1409
Năm 1409 là một năm trong lịch Julius.

## Sự kiện
- 25 tháng 3 - Hội đồng Pisa mở cửa.
- Tháng Bảy - Martin I của Aragon kế vị con trai riêng của mình làm Vua của Sicilia.
- 2 tháng 12 - Đại học Leipzig khai trương.
- Ulugh Beg trở thành thống đốc của Samarkand.
- Venice mua cảng Zadar từ Hungary.
- Trịnh Hòa, đô đốc đội tàu của nhà Minh, phế truất vua của Sri Lanka.